# Altes Deutsches Schulgebäude
Das Alte Deutsche Schulgebäude (englisch German Private School) ist ein historisches Schulgebäude in Windhoek in der Region Khomas in Namibia. Es ist seit dem 1. Oktober 1985 ein Nationales Denkmal.
Das ehemalige Schulgebäude aus dem Jahr 1910 besteht aus einem Steinfundament und ist mit Backsteinen und einem der typischen roten Wellblechdächer errichtet worden. Es umfasst einen Klassenraum für 45 Schüler, Kammern, Eingangshalle und Nebengebäude. Das Gebäude wurde als erste Schule in Deutsch-Südwestafrika mit Hilfe von Spenden der Wassererschließungsgenossenschaft, der Bevölkerung und der Regierung errichtet. Architekt war C. Ankerbrandt, Baumeister A. Fritzsche.
Im Mai 1910 eröffnete die Schule als „Klein Windhoeker Regierungsschule“. 14 Jahre später wurde diese von der südafrikanischen Verwaltung geschlossen.